# ساموئل ایلینگ جونیور
ساموئل ایلینگ جونیور (انگلیسی: Samuel Iling-Junior؛ زادهٔ ۴ اکتبر ۲۰۰۳) بازیکن فوتبال اهل انگلستان است که به صورت قرضی برای باشگاه بولونیا بازی می‌کند.
وی در سال ۲۰۰۳ در ایزلینگتون متولد شد و در سال ۲۰۱۱ از هشت سالگی وارد آکادمی فوتبال چلسی شد و در سال ۲۰۲۰ برای بازی در تیم‌های پایه یوونتوس به ایتالیا نقل مکان کرد.
ایلینگ جونیور از سال ۲۰۱۸ در رده‌های سنی مختلف تیم ملی انگلستان بازی می‌کند.